# Ptychochromis curvidens
Ptychochromis curvidens е вид лъчеперка от семейство Цихлиди (Cichlidae). Видът е застрашен от изчезване.